# CREDO

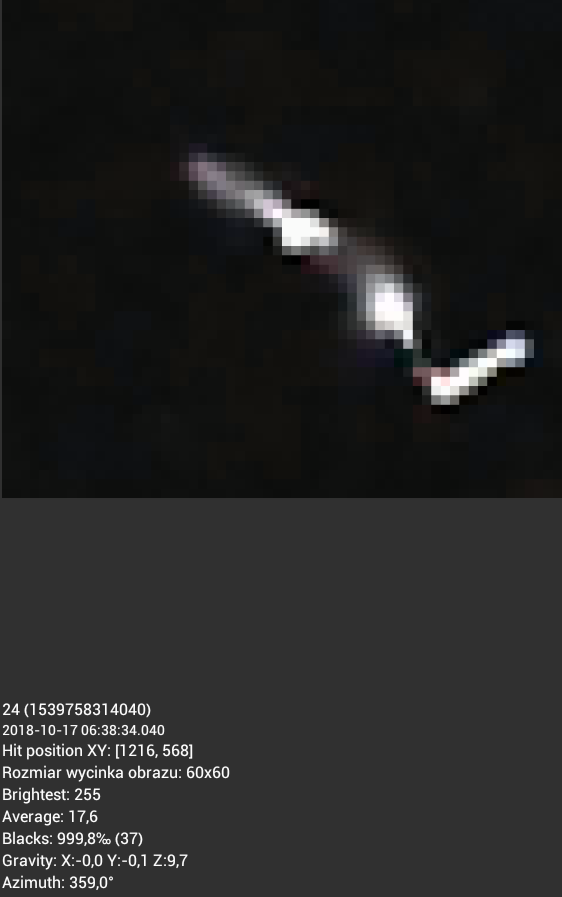

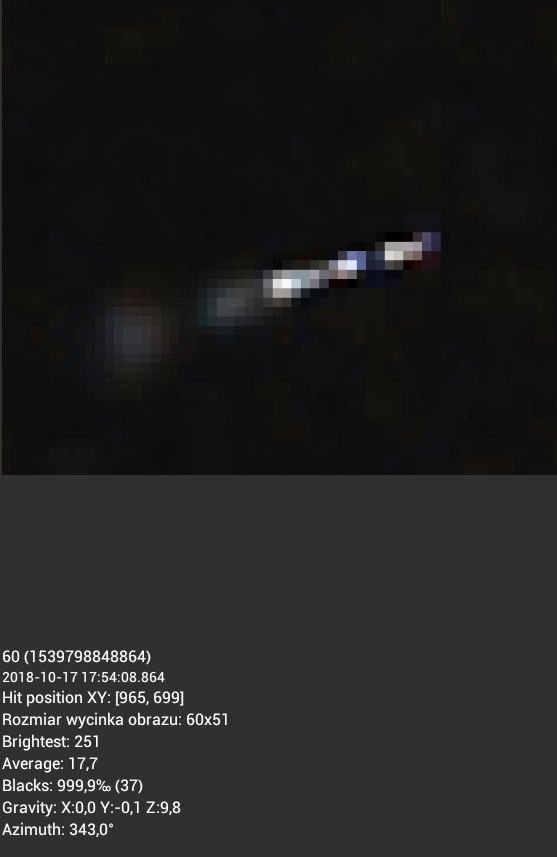
Приклади реєстрації подій у додатку CREDO Detector

CREDO (англ. Cosmic-Ray Extremely Distributed Observatory, Обсерваторія надзвичайно розподілених космічних променів) — науковий проєкт з вимірювання космічних променів, започаткований у серпні 2016 року польськими вченими з Інституту ядерної фізики Польської академії наук у Кракові. Проєкт передбачає залучення якомога більшої кількості людей до побудови глобальної системи детекторів космічних променів за допомогою смартфонів і планшетів.

## Концепція
Метою дослідження є виявлення та аналіз космічних променів і ефектів, які вони викликають, досягаючи атмосфери Землі. Коли частинка космічних променів з екстремально високою енергією входить в земну атмосферу, вона ініціює в атмосфері каскад вторинних частинок, який називається широкою атмосферною зливою. Кількість вторинних частинок може сягати мільярдів, включаючи мюони, електрони, гамма-кванти. Каскад, викликаний окремою частинкою, досягнувши поверхні Землі, може охопити територію діаметром до кількох кілометрів. Такі вторинні частинки може виявити навіть звичайний смартфон, зробивши фото з повністю закритим об'єктивом. Коли частинка (вторинне космічне випромінювання або, можливо, частинка локального випромінювання) проходить через детектор камери, вона може збудити деякі з її пікселів. Від кількох до кількох десятків найяскравіших пікселів потім з'являється на рівномірно чорному тлі. Протягом доби може бути від одного до кількох сотень виявлень.

## Методологія
Для участі в такому детекторі учаснику проєкту необхідно встановити на свій пристрій безкоштовну програму CREDO Detector, яка доступна для Android версії пізнішої за 4.0. Підтримкою та розробкою цієї програми керує Краківський технологічний університет, а Академічний комп'ютерний центр Цифронет Гірничо-металургійної академії у Кракові відповідає за збір та обробку даних, що надходять з усього світу.